# Euphorbia armourii
Euphorbia armourii es una especie fanerógama perteneciente a la familia de las euforbiáceas. Es desde el sur de México hasta Belice.

## Taxonomía
Euphorbia armourii fue descrita por Charles Frederick Millspaugh y publicado en Publications of the Field Columbian Museum, Botanical Series 1(1): 28, t. 2. 1895.
Etimología
Euphorbia: nombre genérico que deriva del médico griego del rey Juba II de Mauritania (52 a 50 a. C. - 23), Euphorbus, en su honor – o en alusión a su gran vientre –  ya que usaba médicamente Euphorbia resinifera. En 1753 Carlos Linneo asignó el nombre a todo el género.
armourii: epíteto otorgada en honor de Allison V. Armour, artífice y propietario del barco con el que se realizó la expedición a Yucatán y otros lugares de las Antillas, durante la cual se descubrió la especie.
Sinonimia
- Eumecanthus armourii (Millsp.) Millsp.	[6]